# Местное самоуправление в Древнем Риме
Местное самоуправление в Древнем Риме строилось по римскому образцу: городами управляли несколько магистратов, выбираемых народным собранием на год и по завершении службы входивших в местный совет. При этом детали отличались как в течение времени, так и в различных регионах. При присоединении провинций во многом сохранялись местные традиции, но с постепенным получением городами гражданства происходила стандартизация местного самоуправления. С ростом затрат магистратов должности из престижных превратились в почётные, но убыточные, и желающих занимать их становилось всё меньше. Постепенно сформировался класс куриалов — обеспеченных горожан, имеющих повинность участвовать в местном самоуправлении за свой счёт. Позднее над местным самоуправлением появился развитый бюрократический аппарат, сохранившийся до времён Византийской империи.

## Демократический период
Местное самоуправление в городах Римской республики строилось по римскому образцу и в типичной ситуации включало магистратов, выбираемых ежегодно, местный совет (лат. ordo decurionem) и народное собрание (лат. comitia). При этом центральное руководство не предпринимало усилий по стандартизации, поэтому местному самоуправлению было свойственно большое разнообразие и при принципате (27 до н. э. — 284 н. э.), и даже позднее. Так, отличались названия и количество магистратов: вергобреты в Галлии, суффеты в римской Африке, стратеги, πρυτάνεις, эфоры, ταγοί в Греции и т. д. На латиноязычном западе совет обычно состоял из 100 человек, но на грекоязычном востоке его размер мог быть значительно больше: так, в Сирии он составлял порядка 600 человек.
Центральное руководство поддерживало базовые принципы. Во-первых, на членов советов и магистратов накладывался имущественный ценз, зафиксированный в Leges provinciae (основополагающих актах провинций). Это распространялось даже на греческие города (и отвоёванные Фламинином у Македонии, и города бывшего Ахейского союза). Во-вторых, совет функционировал постоянно, а его члены избирались пожизненно и снимались только при утере собственности или из-за нарушений. Это уже не относилось к Греции, где сохранились советы, избирающиеся ежегодно и широким голосованием. На Сицилии и в римской Азии вакансии также занимались широкими выборами, но не ежегодно. В Вифинии и Понте система, основанная на римской, была введена Помпеем: время от времени избирались цензоры, вычёркивавшие неподходящих кандидатов из списка совета и добавлявшие бывших магистратов и других подходящих кандидатов на свой выбор. Видимо, схожая система действовала на Кипре и в Галатии.
Такой системом центральное руководство добивалось того, что эффективная власть находилась в руках представителей имущего класса, являясь при этом стабильной и послушной. Народные собрания в греческих и эллинистических городах продолжали выбирать магистратов и издавать законы, но были при этом ограничены тем, что на магистратов был наложен имущественный ценз, а законы должны были быть одобрены советом (который при этом избирался не на год, а на постоянной основе, а потому не было надежды на принятие того же самого закона через год).
В период принципата расширение городов со статусом колонии, статусом муниципия или латинским правом привело к постепенной стандартизации местного самоуправления. Сохранились большие фрагменты Lex Ursonensis (колония Урсо), Lex Flavia Malacitana и Lex Salpensa (города Малака и Сальпенса с латинским правом), показывающие следующее устройство местного самоуправления. Жители города были разделены на несколько групп, называемых куриями (лат. curia): большинство членов курии определяло её голос, а большинство курий — результат голосования. Единственным принимаемым собраниями решением было назначение ежегодных магистратов: двух дуумвиров (носящих статус duoviri iure dicundo; управляющих местным советом и народным собранием, в целом ответственных за местную администрацию), двух эдилов (управляли публичными работами, ценами, снабжением водой и другими функциями) и двух квесторов (отвечающих за сокровищницу). Каждые пять лет дуумвиры (под статусом duumviri quinquennales) проводили ценз совета, в котором приоритет в занятии освободившихся мест имели бывшие магистраты. Любое важное решение, включая трату общественных финансов, требовало одобрения совета.

## Инфляция затрат магистратов
Демократическое избрание магистратов и, косвенно, членов совета, пришло в упадок ко II веку н. э. Этот процесс плохо документирован, но его основной причиной считается уменьшение числа кандидатов на выборах, вызванное ростом затрат положения магистрата. В период раннего принципата за честь избрания магистратом кандидаты должны были платить из своих средств. Например, дуумвиры и эдилы при избрании организовывали игры (в Урсо они должны обойтись как минимум в 2000 сестерциев). В городах запада магистраты при вступлении в должность должны были выплачивать summa honoraria. В греческих городах это было менее развито, взамен кандидаты оплачивали общественные работы, проводили пиры и развлекательные мероприятия, украшали улицы монументами и тратили на вверенные им общественные департаменты деньги из своего кармана. Затраты постоянно росли, потому что каждый следующий кандидат был вынужден тратить больше, чем предыдущий.
Постепенно позволить себе подобные траты могли только наиболее обеспеченные горожане, а магистатуры из желаемых позиций превратились в почётную обязанность. Находить новых кандидатов было всё сложнее, а потому совету приходилось убеждать и даже заставлять своих членов занимать высокие позиции, а на более низкие выдвигать своих сыновей. Демократические выборы стали формальностью, встречаясь только для утверждения уже определённого советом списка кандидатов (в римской Африке они сохранились по крайней мере до императора Константина, 306—337), а совет был вынужден заниматься восполнением своих членов. Уже во второй половине II века потенциальные магистраты и члены совета начали избегать этих повинностей. Некоторые слои населения, вроде сборщиков имперских налогов и поставщики зерна для государства, имели иммунитет к ним. Центральная власть издавала указы для противодействия их злоупотреблениям: так, членства в корабельной гильдии не было достаточно для получения иммунитета, необходимо было вложить значительную часть состояния в перевозку зерна.
Постепенно для наличия достаточного числа кандидатов их начали принуждать к выдвижению. Например, в Малаке при недостатке кандидатов необходимое количество предлагал проводящий выборы дуумвир, предложенные кандидаты номиниторовали ещё по одному кандидату, а те — ещё по одному, и все выдвинутые кандидаты обязаны были принять участие в выборах. Такая сложная схема, nominatio, видимо, была направлена не на увеличение выбора, а на борьбу с злоупотреблениями проводящих выборы дуумвиров. Подобная схема распространилась в конце II — начале III веков, но в разных местах она отличалась. Так в Египте (значительная часть известных сведений дошла оттуда) каждый тип магистатов выдвигали своих последователей, а трибы, на которые делились советы, по очереди номинировали членов совета и экстраординарных магистратов. Избранный кандидат был обязан занять должность, если только он не докажет в суде наличие у него иммунитета или злой умысел в его выдвижении или отдаст треть своей собственности номинатору. С другой стороны, номинатор ручался в финансовой состоятельности выдвигаемого и в случае проблем возмещал недостаток из своих средств.

## Появление класса куриалов
Членство в местных советах имело тенденцию становиться наследственным. Большие затраты ограничивали магистратуры узким кругом наиболее обеспеченных горожан, а поскольку собственность наследовалась от отца к сыну — небольшой группой семей. Некоторые семьи беднели и выпадали из членов совета, новые появлялись, но в целом отцы сменялись сыновьями. Положение декуриона (лат. decurio, мн. ч. decuriones, от decem — 10 и vir), члена совета, имело большой престиж и, со времён Адриана (117—138), давало важные привилегии перед законом, а потому, несмотря на затраты, семьи куриалов не желали потерять свой социальный статус. С распространением nominatio наследное членство де факто стало обязанностью: наиболее богатые горожане уже входили в совет, а их сыновья были наиболее подходящими кандидатами. Посторонние лица могли быть обязаны принять участие в выборах, но использовались только при невозможности наследного номинирования.
К правлению Диоклетиана (284—305) процесс был завершён: сыновья декурионов по достиженю совершеннолетия автоматически входили в курию (лат. curia от com- — ко- и vir — мужчина; новое значение слова), местный совет, членство в котором стало наследственной повинностью класса куриалов (лат. curiales). При этом сохранялся имущественный ценз: опустившийся ниже его декурион вычёркивался из курии, а плебеи, граждане статусом ниже куриалов, могли быть выдвинуты в курию. При Диоклетиане и Константине (306—337) происходил постоянный приток плебеев, а Юлиан (361—363) стремился наполнить курии и активно поощрял выдвижение плебеев, но к этому времени приток практически исчез. Возможно, причиной этому стало то, что горожане, имевшую достаточную собственность, уже были в куриях — потенциальных кандидатов «выскребли до дна».

## Распад местных советов
На протяжении IV—VI веков правительство сначала Римской, а потом — Византийской империй вело борьбу за сохранение обеспеченного класса куриалов. Городские советы не только заправляли местными делами, но и собирали имперские налоги, набирали рекрутов в армию, поддерживали курьерскую систему, дороги и мосты. Из членов курий выбирали не только магистратов, но и сборщиков налогов, которые покрывали недостачу из своего кармана, а потому государство было заинтересовано в сохранении финансового уровня куриалов.
Основной опасностью было обретение наиболее обеспеченными куриалами более высокого статуса, дающего иммунитет к выполнению обязанностей декуриона. На протяжении IV века они для этого стремились к статусу перфектиссима (нижний слой всадников) или комита (должностного лица). Государство не препятствовало этому, поскольку должности не были наследными, но препятствовало занятью почётных должностей. К концу IV века выросло количество сенаторских должностей, и декурионы стали стремиться к ним ради получения наследного иммунитета. Центральные власти предпринимали различные меры в разные периоды: запрещали куриалам становиться сенаторами, обязывали их предоставить одного сына для местной курии, иногда даже настаивая, что сенаторы должны продолжать выполнять обязанности декурионов. Считается, что такие колебания в политике были вызваны её безуспешностью: наиболее богатые семьи рано или поздно находили способ попасть в сенат.
Менее обеспеченные куриалы искали позиции имперских чиновников: от прибыльных должностей дворцовых министров до менее популярных префектов преториев, викариев и губернаторов. Хотя занятие этих должностей куриалами было формально запрещено, постоянно повторяющиеся запреты и периодические помилования тех, кто уже отслужил значительную часть срока, показывают проблемы с контролем этого. Иногда куриалы искали также должности в армии или церкви. Государство требовало при рукоположении передавать собственность родственнику, который мог тем самым занять место в курии.
Другой проблемой было уменьшение состояний куриалов, которые продавали части своих поместий для получения патроната
или покупки должностей. С 386 года куриалы не могли продавать собственность без разрешения губернатора провинции, выдаваемого, например, для уплаты долгов; с 428 года при наследовании состояния жителем другого города курия могла потребовать четверть поместья (при Юстиниане — уже три четверти).

## Поздний период
Несмотря на предпринятые меры, к V веку местный совет состоял уже не из наиболее обеспеченных горожан, которые в основном получили более высокий социальный статус и приобрели иммунитет к этой повинности, а из владельцев средних и малых предместий, которые под бременем непосильных для них затрат становились беднее и малочисленнее. Постепенно обязанности местного совета перешли к новой организации, состоявшей из епископа, духовенства и крупных землевладельцев. Этот процесс быстрее происходил на западе, чем на востоке: например, назначение на должность defensor civitatis было поручено новой организации в 409 году на западе и в 505 году — на востоке.
На востоке соответствующие реформы были проведены византийским императором Анастасием I (491—518): новым организациям был перепоручен сбор местных налогов, выбор поставщиков зерна и назначение местных финансовых магистратов, носящих титул pater civitatis — с лат. — «отец города». При этом Анастасий сам назначал чиновника, ответственного за сбор имперских налогов в городе. Таким образом к периоду реформ Юстиниана I, проведённых в 535—538 годах, в Восточной Римской империи местные советы перестали функционировать. Куриалы сохранились, но как наследный класс горожан, на которых лежала повинность сбора налогов. В варварских королевствах, появившихся на западе в ходе распада Западной Римской империи, сохранились курии и выбираемые ими магистраты, но единственными известными их функциями были надзор за продажей и наследованием собственности и поддержание реестра собственности на землю.